# Gateway (Florida)
Gateway ist ein census-designated place (CDP) im Lee County im US-Bundesstaat Florida. Das U.S. Census Bureau hat bei der Volkszählung 2020 eine Einwohnerzahl von 10.376 ermittelt.

## Geographie
Gateway wird von der Florida State Road 82 tangiert und befindet sich direkt östlich von Fort Myers. Tampa liegt etwa 210 km und Miami 220 km entfernt.

## Demographische Daten
Laut der Volkszählung 2010 verteilten sich die damaligen 8401 Einwohner auf 4108 Haushalte. Die Bevölkerungsdichte lag bei 976,9 Einw./km². 87,9 % der Bevölkerung bezeichneten sich als Weiße, 5,0 % als Afroamerikaner, 0,2 % als Indianer und 3,1 % als Asian Americans. 1,6 % gaben die Angehörigkeit zu einer anderen Ethnie und 2,3 % zu mehreren Ethnien an. 11,2 % der Bevölkerung bestand aus Hispanics oder Latinos.
Im Jahr 2010 lebten in 38,3 % aller Haushalte Kinder unter 18 Jahren sowie 23,4 % aller Haushalte Personen mit mindestens 65 Jahren. 77,2 % der Haushalte waren Familienhaushalte (bestehend aus verheirateten Paaren mit oder ohne Nachkommen bzw. einem Elternteil mit Nachkomme). Die durchschnittliche Größe eines Haushalts lag bei 2,66 Personen und die durchschnittliche Familiengröße bei 3,01 Personen.
28,8 % der Bevölkerung waren jünger als 20 Jahre, 22,3 % waren 20 bis 39 Jahre alt, 28,9 % waren 40 bis 59 Jahre alt und 19,8 % waren mindestens 60 Jahre alt. Das mittlere Alter betrug 39 Jahre. 49,3 % der Bevölkerung waren männlich und 50,7 % weiblich.
Das durchschnittliche Jahreseinkommen lag bei 91.611 $, dabei lebten 2,5 % der Bevölkerung unter der Armutsgrenze.
Im Jahr 2000 war Englisch die Muttersprache von 94,81 % der Bevölkerung, Spanisch sprachen 4,07 % und 1,11 % sprachen Deutsch.